# دانشگاه گرونوبل آلپ
دانشگاه گرونوبل آلپ (انگلیسی: Grenoble Alpes University) یکی از دانشگاه‌های واقع در گرونوبل در کشور فرانسه است.

## نگارخانه

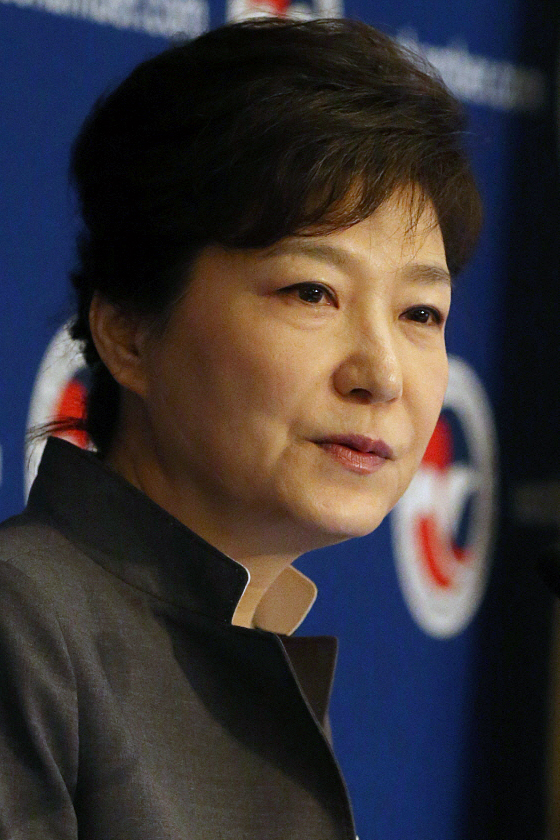
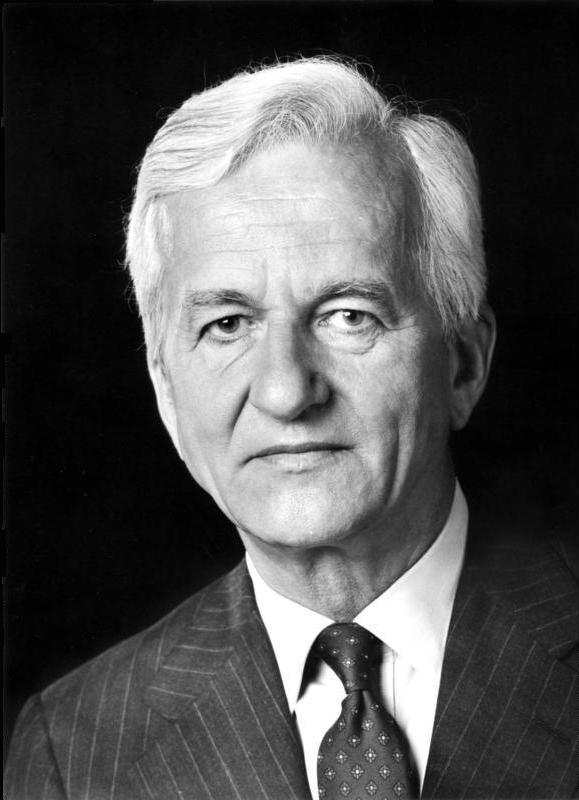
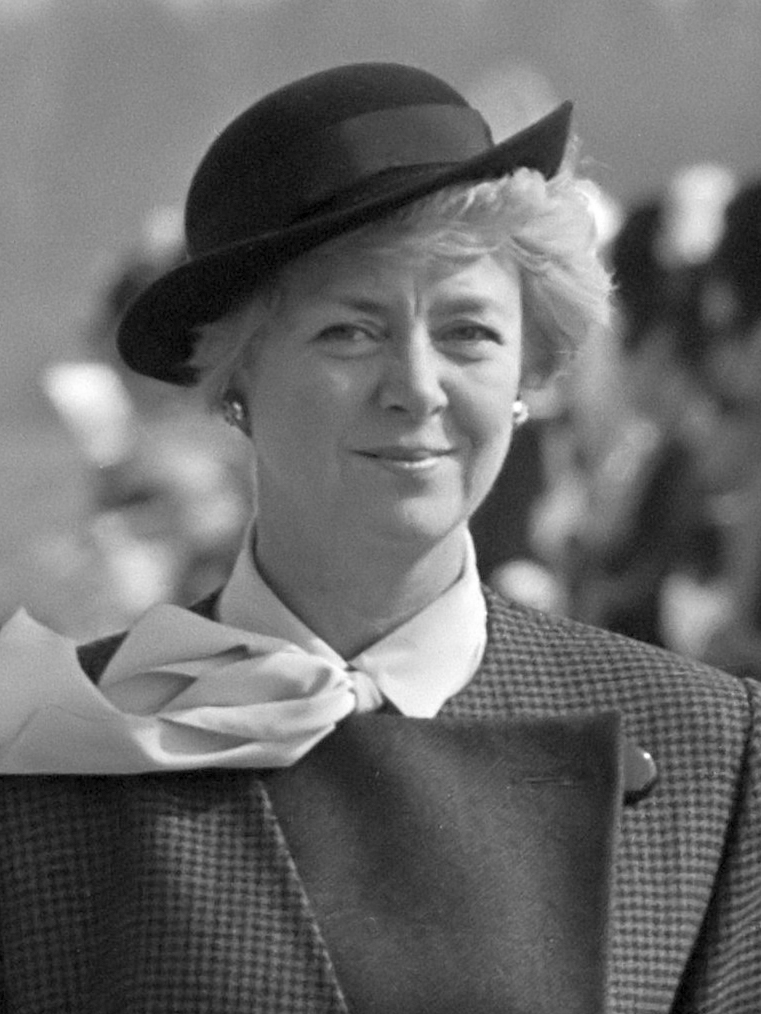
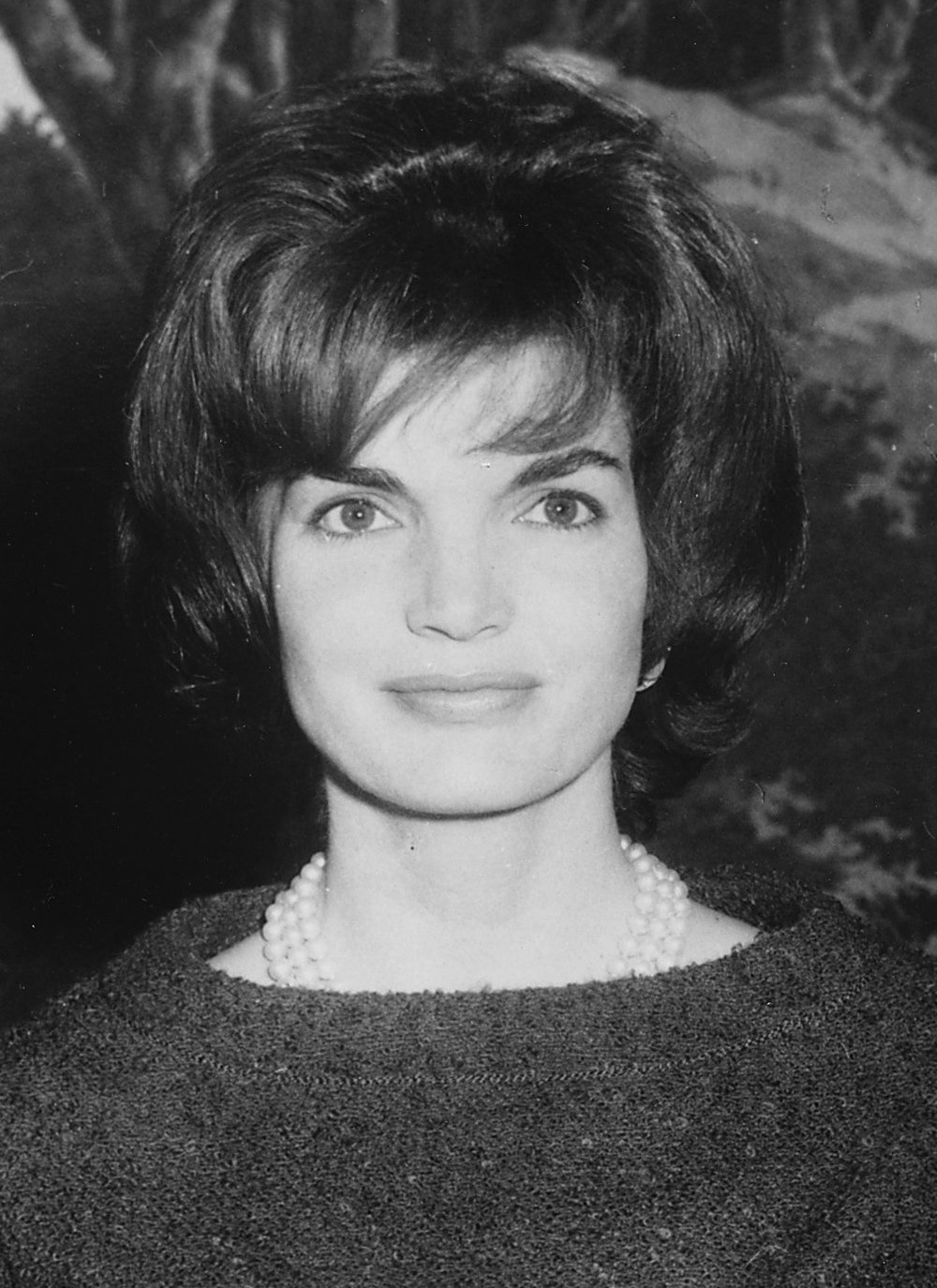
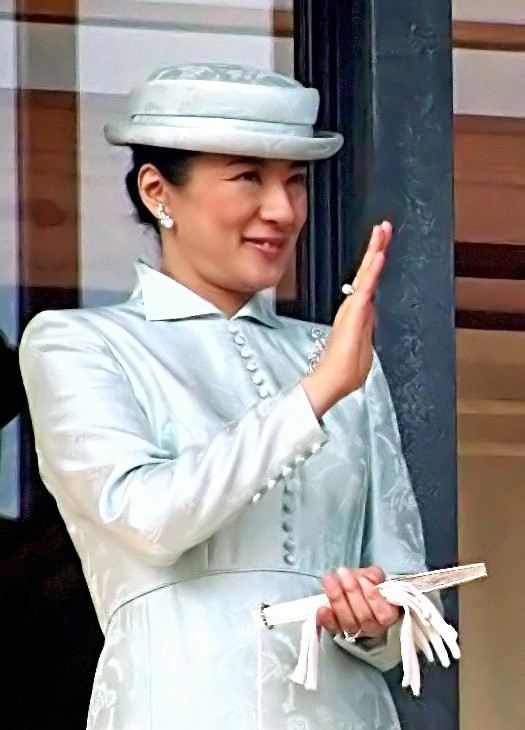
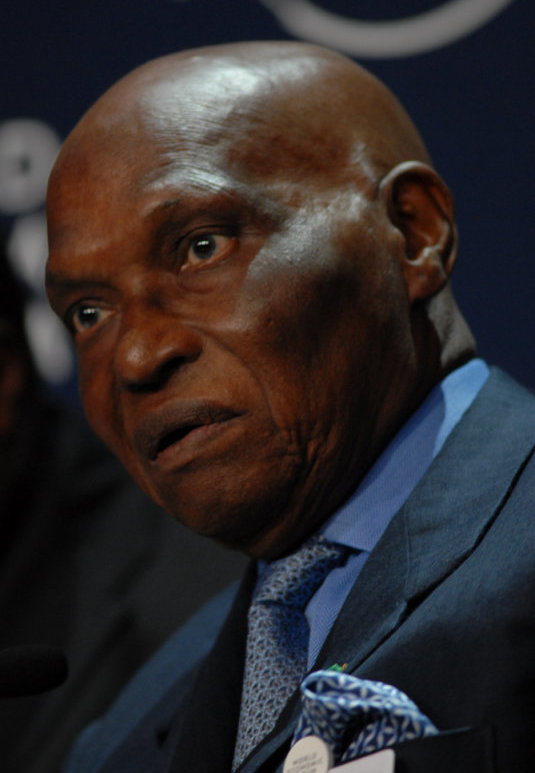